# Хипометилирајући агенс
Хипометилирајући агенс је лек који инхибира метилацију ДНК.
Термин "деметилирајући агенс" се такође користи.
Лекови ове групе се испитују за могућу примену у третману тумора.
Примери
- Decitabin[3][4]
- Azacitidin[5]